# NASCAR Rumble
NASCAR Rumble é um jogo eletrônico de corrida desenvolvido pela EA Redwood Shores e publicado pela Electronic Arts  em 31 de janeiro de 2000 para PlayStation. Apesar de usar o nome NASCAR, o jogo segue uma temática mais arcade, com circuitos fantasiosos e power-ups na pista, semelhante ao encontrado em jogos como Mario Kart onde os jogadores podem atirar itens contra os outros.